# Xuân Mỹ, Nghi Xuân
Xuân Mỹ là một xã thuộc huyện Nghi Xuân, tỉnh Hà Tĩnh, Việt Nam.

## Địa lý
Xã Xuân Mỹ có diện tích 11,44 km², dân số năm 1999 là 3.967 người, mật độ dân số đạt 347 người/km².

## Lịch sử
Ngày 17 tháng 7 năm 2019, HĐND tỉnh Hà Tĩnh ban hành Nghị quyết số 157/NQ-HĐND về việc:
- Thành lập thôn Quang Mỹ trên cơ sở thôn Bắc Mỹ và thôn Nam Mỹ.
- Thành lập thôn Hồng Mỹ trên cơ sở thôn Tân Mỹ, thôn Vinh Mỹ, thôn Trường Mỹ.
- Thành lập thôn Thuận Mỹ trên cơ sở thôn Hương Mỹ và thôn Phúc Mỹ.